# Rudolf Anheuser
Rudolf Anheuser (* 9. November 1924; † 27. Oktober 2009 in Bad Kreuznach) war ein deutscher Basketballschiedsrichter. Anheuser war als Schiedsrichter bei den Olympischen Spielen 1972 in München aktiv und damit nach Teddy Schober erst der zweite Schiedsrichter aus den Reihen des DBB, der bei einem olympischen Turnier pfeifen durfte.

## Leben
Anheuser kam durch Hermann Niebuhr, der als Pionier des Basketballsports in Deutschland gilt, mit dem Basketball in Kontakt und spielte in den Nachkriegsjahren beim VfL Bad Kreuznach in den höchsten deutschen Spielklassen. 1964 erhielt er zusammen mit Manfred Ströher die internationale Schiedsrichter-Lizenz und leitete bis 1979 internationale Begegnungen. Ab 1981 arbeitete er noch als Technischer Kommissar auf internationaler Ebene. Er verfasste zusammen mit Ströher Interpretationen der Basketballregeln des Weltverbandes FIBA, welche zur Aus- und Weiterbildung der Schiedsrichter auf internationaler Ebene Anerkennung fanden. Nach dem Ende seiner Karriere als Schiedsrichter wurde er zum Ehrenschiedsrichter auf Lebenszeit durch die FIBA ernannt, zudem erhielt er die Goldene Ehrennadel des DBB.